# Henry-Louis de La Grange
Henry-Louis de La Grange (26 de mayo de 1924 – 27 de enero de 2017) fue un musicólogo francés, biógrafo de Gustav Mahler.

## Vida y carrera
La Grange nació en París, de madre estadounidense (Emily Sloane) y de padre francés, Amaury de la Grange, que fue senador, ministro de gobierno y vicepresidente de la Federación Internacional de la Aviación. Henry-Louis estudió humanidades en París y Nueva York y literatura en la Universidad de Provenza y en la Sorbona. De 1946 a 1947, estudió en la Escuela de Música de la Universidad de Yale y posteriormente, de 1948 hasta 1953, en París de forma privada – piano con Yvonne Lefébure y la armonía, contrapunto y análisis con Nadia Boulanger.
La Grange comenzó a trabajar como crítico de música, en 1952, redactando de artículos para el New York Herald Tribune y The New York Times, y las revistas Opera News, Saturday Review, Musical America, y Opus en los Estados Unidos, y Arts, Disques, La Revue Musicale, y Harmonie en Francia.
La primera vez que escuchó la música de Gustav Mahler, fue la Novena Sinfonía, de 20 de diciembre de 1945 en un concierto en el que el discípulo de Mahler, Bruno Walter, dirigiendo la Filarmónica de Nueva York el estreno de la obra. La Grange, había asistido al concierto porque se había convertido en un gran admirador del director, pero sabía muy poco acerca de Mahler, que en la época no era tan conocido como lo es ahora. Quedó sorprendido por la longitud de la sinfonía y su peculiar estilo, y ello despertó su interés. Cada vez se interesó más y más, y a partir de la década de 1950 comenzó a investigar seriamente sus obras y vida. En 1952 conoció a la viuda, Alma Mahler, y se convirtió en un amigo cercano de su hija Anna, y entrevistó a otros contemporáneos del compositor. Llevó a cabo la investigación en Europa y América del Norte y a lo largo del tiempo acumuló una colección de materiales que se convirtió en uno de los archivos más completos sobre Mahler y su época. Estos documentos son ahora parte de una biblioteca multimedia, la Mediateca Musical de Mahler, fundada en 1986 con Maurice Fleuret como la Bibliothèque de Gustav Mahler.
El primer volumen de su biografía definitiva de Mahler vio la luz en Nueva York en 1973 con la editorial Doubleday, y Gollancz (Londres) en 1974 y recibió el Premio Deems Taylor (Estados Unidos 1974). Una versión revisada de la edición francesa fue publicada por Fayard en 1979, seguida por dos volúmenes, en 1983 y 1984. La serie completa llegó a sumar un total de 3600 páginas. Esta labor le fue reconocida con el Premio al Mejor Libro de Música otorgado por el Syndicat de la critique dramatique et musicale (Francia, 1983), y el Grand Prix de Littérature musical de la Academia Charles-Cros (Francia, 1984). Posteriormente, Oxford University Press publicó una versión revisada y ampliada en inglés de 4 tomos de la versión de la francesa en tres volúmenes, comenzando con el Volumen II en 1995 (galardonado con el Premio de la Royal Philharmonic Society en Londres), el Volumen III en el año 2000, y el Volumen IV en 2008. La versión revisada al inglés del Volumen I está en progreso.
Henry-Louis de La Grange impartió conferencias sobre Mahler durante muchos años por los Estados Unidos, Canadá, Inglaterra, Irlanda, Suecia, Noruega, Bélgica, los países Bajos, la República checa, Hungría, España, Italia, Marruecos y, en el Extremo Oriente, Japón, Hong Kong, Indonesia, Filipinas, Australia, y Nueva Zelanda. Sus ponencias se oyeron en las siguientes universidades: Universidad de Stanford, Universidad de Columbia y Universidad de Indiana (1974-81), Universidad de Ginebra (1982), Universidad de Leipzig, Juilliard School, Universidad de California en Los Ángeles (1985), Universidad de Budapest (1987), Universidad de Hamburgo (1988), Universidad de Oslo (1993), Conservatorio de París, así como las universidades de Kyoto, Hong Kong, Wellington, Sídney, Canberra, Melbourne, Boulder, y San Francisco (1998), y enseñó en un seminario para la obtención de un DEA en la École Normale Supérieure en París (1986).
Dirigió el Festival "Les Nuits d''Alziprato" en Córcega durante cinco años (1974-1979), y el Festival Mahler de 1986 en Toblach (Dobbiaco, Italia), produjo o formó parte en muchas transmisiones en radio y televisión, incluyendo 34 programas de dos horas en France Musique (Radio) sobre la vida y obra de Mahler, seis programas de una hora para WGUC (Public Radio) en Cincinnati, y una serie de seis programas sobre los últimos años de Mahler para la Radio Suisse Romande. También colaboró en la concepción y producción de la primera gran exposición sobre Mahler: "Une Oeuvre, une Vie, une Époque" en el Musée d'Art moderne, París, en 1985, que atrajo a más de 27.000 visitantes, rompiendo así todos los registros anteriores para una exposición musical. En el mismo contexto, se organizaron dos simposios internacionales sobre Mahler, en París y Montpellier. En ocasión de la integral completa de las obras de Mahler realizado en el Théâtre du Châtelet en París desde febrero a mayo de 1989, se montaron dos exposiciones, una en el Châtelet y el otra en la Biblioteca de Gustav Mahler, dio 5 conferencias, y organizó un simposio en la Sorbona.
La Grange actuó como asesor para el ciclo de Mahler dada por la Orquesta Nacional de Lyon , de 1991 a 1994 y, en 1999, organizó un Simposio Internacional sobre «la Ironía en la Música de Mahler» en la Universidad de Montpellier. En 1998, pasó tres semanas en San Francisco, como profesor invitado en la «Mahler Celebration» de la Sinfónica de San Francisco, y fue uno de los primeros musicólogos europeos en ofrecer una conferencia acerca de Mahler en Beijing. Viajó a Estados Unidos y México como profesor en el año 2000, y en 2002 impartió cuatro charlas antes de los conciertos en Filadelfia y Nueva York, para la Orquesta de Filadelfia.
La Grange murió el 27 de enero de 2017 en Lonay, Distrito de Morges, Suiza.

## Honores y premios
- Título de Profesor, gobierno de Austria, 1988
- Una colección de ensayos sobre Mahler escritos por distinguidos académicos fue publicado en 1997 como homenaje en honor del septuagésimo cumpleaños de Henry-Louis de La Grange.[15]
- Charles Flint Kellogg Premio en Artes y Letras de la Universidad de Bard,[16] 2002.
- La medalla de Oficial de la Orden de la Legión de honor (2006).
- Österreichisches Ehrenkreuz für Wissenschaft und Kunst 1. Klasse (2010)[17]
- IGMG de Viena, de la Medalla de Oro de la Internationale de Gustav Mahler Gesellschaft (2010)
- Doctor honoris causa de música, de la Escuela Juilliard, 2010

## Publicaciones seleccionadas

### Libros
- Mahler, vol. I (1860–1901).  Garden City, Nueva York: Doubleday & Co, 1973, 982 páginas, ISBN 978-0-385-00524-1.
- Mahler, vol. I (1860–1901).  Londres: Gollancz, 1974, 987 pages, ISBN 978-0-575-01672-9.
- Gustav Mahler (in French, three volumes):
  - vol. 1: Les chemins de la gloire (1860–1899). París: Fayard, 1979, 1149 páginas, ISBN 978-2-213-00661-1.
  - vol. 2: L'âge d'or de Vienne (1900–1907). París: Fayard, 1983, 1278 páginas, ISBN 978-2-213-01281-0.
  - vol. 3: Le génie foudroyé (1907–1911). París: Fayard, 1984, 1361 páginas, ISBN 978-2-213-01468-5.
- Gustav Mahler (en inglés, en cuatro volúmenes, expandido desde la edición en tres volúmenes en francés):
  - vol. 2: Vienna: The Years of Challenge (1897–1904). Oxford: Oxford University Press, 1995, 892 páginas, ISBN 978-0-19-315159-8.
  - vol. 3: Vienna: Triumph and Disillusion (1904–1907). Oxford: Oxford University Press, 2000, 1000 páginas, ISBN 978-0-19-315160-4.
  - vol. 4: A New Life Cut Short (1907–1911). Oxford: Oxford University Press,  2008, 1758 páginas, ISBN 978-0-19-816387-9.
- Vienne, une histoire musicale (en francés, dos volúmenes):
  - vol. 1: 1100–1848. Arlés: Bernard Coutaz, 1990, 261 pages, ISBN 978-2-87712-008-1.
  - vol. 2: 1848 à nos jours. Arlés: Bernard Coutaz, 1991, 261 pages, ISBN 978-2-87712-047-0.
- Vienne, une histoire musicale (in French, combined edition). Paris: Fayard, 1995, 417 páginas, ISBN 978-2-213-59580-1 (también traducido al alemán y español).
- Mahler: A la recherche de l'infini perdu, translated into Japanese by Takashi Funayama. Tokyo: Soshiba, 1993, 277 páginas, ISBN 978-4-7942-0519-3.
- Ein Glück ohne Ruh' – Die Briefe Gustav Mahlers an Alma (en alemán, primera edición completa), editado con Günther Weiß, Berlín: Siedler Verlag, 1995, 575 páginas, ISBN 978-3-88680-577-8.
- Op zoek naar Gustav Mahler [Researching Gustav Mahler], traducido al holandés por Ernst van Altena. Ámsterdam: Landsmeer, Meulenhoff, 1995, 127 páginas, ISBN 978-90-290-4932-0.
- Gustav Mahler: Letters to his Wife, ed. Henry-Louis de La Grange, Güther Weiß, y Knud Martner, traducido al inglés por Antony Beaumont. Ithaca: Cornell University Press, 2004, 431 oáginas, ISBN 978-0-8014-4340-4.

### Otras publicaciones
- Una colección de sus artículos y conferencias fue publicado en japonés en 1992 por ARCO (Tokio), Japón.
- Durante diez años (1986-1995) revisó el nuevas grabaciones de Mahler para la revista francesa Diapason y escribió también de vez en cuando para Le Monde, L'Evénement du Jeudi, Le Monde de la Musique, Opus (Chatsworth, California: ABC Consumer Magazines), Scherzo (Madrid), Amadeus (Milán) y Le Nouvel Observateur.
- Notas del programa para la integral de las obras orquestales de Mahler para la Orchestre de Paris (1971-88).
- Notas de LPs y CDs para numerosas grabaciones de Mahler, así como de otros compositores que van desde Brahms a Chaikovski.
- Numerosas contribuciones a publicaciones académicas.